# Metopina queenslandensis
Metopina queenslandensis är en tvåvingeart som beskrevs av Ronald Henry Lambert Disney 2003. Metopina queenslandensis ingår i släktet Metopina och familjen puckelflugor. Inga underarter finns listade i Catalogue of Life.